# Полный квадрат
Полный квадрат, также точный квадрат или квадратное число, — число, являющееся квадратом некоторого целого числа. Иными словами, квадратом является целое число, квадратный корень из которого извлекается нацело. Геометрически такое число может быть представлено в виде площади квадрата с целочисленной стороной.
Например, 9 — это квадратное число, так как оно может быть записано в виде 3 × 3, а также представляет площадь квадрата со стороной, равной 3.
Квадратное число входит в категорию классических фигурных чисел.

## Примеры
Последовательность квадратов начинается так:
0, 1, 4, 9, 16, 25, 36, 49, 64, 81, 100, 121, 144, 169, 196, 225, 256, 289, 324, 361, 400, 441, 484, 529, 576, 625, 676, 729, 784, 841, 900, 961, 1024, 1089, 1156, 1225, 1296, 1369, 1444, 1521, 1600, 1681, 1764, 1849, 1936, 2025, 2116, 2209, 2304, 2401, 2500, … (последовательность A000290 в OEIS)
|    | _0   | _1   | _2   | _3   | _4   | _5   | _6   | _7   | _8   | _9   |
| -- | ---- | ---- | ---- | ---- | ---- | ---- | ---- | ---- | ---- | ---- |
| 0_ | 0    | 1    | 4    | 9    | 16   | 25   | 36   | 49   | 64   | 81   |
| 1_ | 100  | 121  | 144  | 169  | 196  | 225  | 256  | 289  | 324  | 361  |
| 2_ | 400  | 441  | 484  | 529  | 576  | 625  | 676  | 729  | 784  | 841  |
| 3_ | 900  | 961  | 1024 | 1089 | 1156 | 1225 | 1296 | 1369 | 1444 | 1521 |
| 4_ | 1600 | 1681 | 1764 | 1849 | 1936 | 2025 | 2116 | 2209 | 2304 | 2401 |
| 5_ | 2500 | 2601 | 2704 | 2809 | 2916 | 3025 | 3136 | 3249 | 3364 | 3481 |
| 6_ | 3600 | 3721 | 3844 | 3969 | 4096 | 4225 | 4356 | 4489 | 4624 | 4761 |
| 7_ | 4900 | 5041 | 5184 | 5329 | 5476 | 5625 | 5776 | 5929 | 6084 | 6241 |
| 8_ | 6400 | 6561 | 6724 | 6889 | 7056 | 7225 | 7396 | 7569 | 7744 | 7921 |
| 9_ | 8100 | 8281 | 8464 | 8649 | 8836 | 9025 | 9216 | 9409 | 9604 | 9801 |

## Представления и свойства
Квадрат натурального числа {\displaystyle n} можно представить в виде суммы первых {\displaystyle n} нечётных чисел:

1: {\displaystyle 1=1}

2: {\displaystyle 4=1+3}

...

7: {\displaystyle 49=1+3+5+7+9+11+13}

...

Ещё один способ представления квадрата натурального числа:

{\displaystyle n^{2}=1+1+2+2+...+(n-1)+(n-1)+n}

Пример:

1: {\displaystyle 1=1}

2: {\displaystyle 4=1+1+2}

...

4: {\displaystyle 16=1+1+2+2+3+3+4}

...
Сумма квадратов первых {\displaystyle n} натуральных чисел вычисляется по формуле:
{\displaystyle \sum _{k=1}^{n}k^{2}=1^{2}+2^{2}+3^{2}+...+n^{2}={\frac {n(n+1)(2n+1)}{6}}}
Способ 1, метод приведения:

Рассмотрим сумму кубов натуральных чисел от 1 до {\displaystyle n+1}:

{\displaystyle \sum _{k=1}^{n}k^{3}+(n+1)^{3}=\sum _{k=0}^{n}(k+1)^{3}=\sum _{k=0}^{n}(k^{3}+3k^{2}+3k+1)=\sum _{k=0}^{n}k^{3}+\sum _{k=0}^{n}3k^{2}+\sum _{k=0}^{n}3k+\sum _{k=0}^{n}1=\sum _{k=0}^{n}k^{3}+3\sum _{k=0}^{n}k^{2}+3\sum _{k=0}^{n}k+\sum _{k=0}^{n}1}

Получим:

{\displaystyle (n+1)^{3}=3\sum _{k=0}^{n}k^{2}+3\sum _{k=0}^{n}k+\sum _{k=0}^{n}1=3\sum _{k=0}^{n}k^{2}+3{\frac {(n+1)n}{2}}+(n+1)}

Умножим на 2 и перегруппируем:

{\displaystyle 6\sum _{k=0}^{n}k^{2}=2(n+1)^{3}-3(n+1)n-2(n+1)=(n+1)(2(n+1)^{2}-3n-2)=(n+1)(2n^{2}+n)=n(n+1)(2n+1)}

{\displaystyle \sum _{k=0}^{n}k^{2}={\frac {n(n+1)(2n+1)}{6}}}       (В рассуждениях использована формула: {\displaystyle \sum _{k=0}^{n}k={\frac {(n+1)n}{2}}}, вывод которой аналогичен приведенному)

Способ 2, метод неизвестных коэффициентов:

Заметим, что сумма функций степени {\displaystyle N} может быть выражена как функция {\displaystyle N+1} степени. Исходя из этого факта предположим:

{\displaystyle \sum _{k=0}^{n}k^{2}=f(n)=An^{3}+Bn^{2}+Cn+D}

{\displaystyle f(0)=0;f(1)=1;f(2)=5;f(3)=14}

Получим систему линейных уравнений относительно искомых коэффициентов:

{\displaystyle {\begin{cases}0A+0B+0C+D=0\\A+B+C+D=1\\8A+4B+2C+D=5\\27A+9B+3C+D=14\\\end{cases}}}
Решив её, получим {\displaystyle A={\frac {1}{3}},B={\frac {1}{2}},C={\frac {1}{6}},D=0}

Таким образом:

{\displaystyle \sum _{k=0}^{n}k^{2}=f(n)={\frac {1}{3}}n^{3}+{\frac {1}{2}}n^{2}+{\frac {1}{6}}n+0={\frac {n(n+1)(2n+1)}{6}}}
Ряд обратных квадратов сходится:
{\displaystyle \sum _{n=1}^{\infty }{\frac {1}{n^{2}}}={\frac {1}{1^{2}}}+{\frac {1}{2^{2}}}+\dots +{\frac {1}{n^{2}}}+\dots ={\frac {\pi ^{2}}{6}}}
Четыре различных квадрата не могут образовывать арифметическую прогрессию. Арифметические прогрессии из трёх квадратов существуют — например: 1, 25, 49.
Каждое натуральное число может быть представлено как сумма четырёх квадратов (теорема Лагранжа о сумме четырёх квадратов).
4900 — единственное число > 1, которое является одновременно квадратным и пирамидальным.
Суммы пар последовательных треугольных чисел являются квадратными числами.
В десятичной записи квадратные числа имеют следующие свойства:
- Последняя цифра квадрата в десятичной записи может быть равной 0, 1, 4, 5, 6 или 9 (квадратичные вычеты по модулю 10).
- Квадрат не может оканчиваться нечётным количеством нулей.
- Квадрат либо делится на 4, либо при делении на 8 даёт остаток 1. Квадрат либо делится на 9, либо при делении на 3 даёт остаток 1.
- Две последние цифры квадрата в десятичной записи могут принимать значения 00, 01, 04, 09, 16, 21, 24, 25, 29, 36, 41, 44, 49, 56, 61, 64, 69, 76, 81, 84, 89 или 96 (квадратичные вычеты по модулю 100). Зависимость предпоследней цифры квадрата от последней можно представить в виде следующей таблицы:

| последняя цифра | предпоследняя цифра |
| --------------- | ------------------- |
| 0               | 0                   |
| 5               | 2                   |
| 1, 4, 9         | чётная              |
| 6               | нечётная            |

## Геометрическое представление
| 1 | 1 |
| - | - |
| * | x |

| 4             | 4             |
| ------------- | ------------- |
| * · * · * · * | * · * · * · * |

| 9                                 | 9                                 |
| --------------------------------- | --------------------------------- |
| * · * · * · * · * · * · * · * · * | * · * · * · * · * · * · * · * · * |

| 16                                                            | 16                                                            |
| ------------------------------------------------------------- | ------------------------------------------------------------- |
| * · * · * · * · * · * · * · * · * · * · * · * · * · * · * · * | * · * · * · * · * · * · * · * · * · * · * · * · * · * · * · * |

| 25                                                                                                | 25                                                                                                |
| ------------------------------------------------------------------------------------------------- | ------------------------------------------------------------------------------------------------- |
| * · * · * · * · * · * · * · * · * · * · * · * · * · * · * · * · * · * · * · * · * · * · * · * · * | * · * · * · * · * · * · * · * · * · * · * · * · * · * · * · * · * · * · * · * · * · * · * · * · * |